# Claudio Coccia
Claudio Coccia (20 novembre 1931 – Roma, 9 febbraio 2011) è stato un dirigente sportivo italiano.

## Biografia
Avvocato, fu colui che diede vita alla associazione "Ex Alunni Massimo Roma", che arrivò a disputare il campionato Elette FIP 1962-1963. 
Eletto già nel 1952 ai vertici laziali della FIP, nel 1958 partecipò alla stesura del primo Regolamento Esecutivo FIP. Tre anni più tardi venne eletto Consigliere Federale e nel 1965 fu nominato Presidente succedendo a Decio Scuri. Rimarrà al vertice della FIP per dieci anni, dimettendosi nel 1975. Il suo nome resta legato a due importanti riforme della pallacanestro italiana: la prima nel 1974, anno in cui la Serie A fu sdoppiata in A1 e A2; la seconda nel 1980, quando le società della Serie A approvarono il documento redatto da Coccia, che assicurava la stabilità societaria ed introduceva una serie di rigorosi requisiti per l'iscrizione al campionato.
Nel 1967 venne eletto Presidente della Commissione Statuto della FIBA, e l'anno seguente entrò a far parte del "Bureau Central" dell'organizzazione, rimanendo in carica fino al 1975.
Tra il 1969 ed il 1973 ha fatto parte della Giunta Esecutiva del CONI.
Appassionato di sport, ha disputato la serie C di pallanuoto con la società Romana Nuoto, ed è stato campione italiano di  vela altura nel 1979.